# Freesia laxa
Freesia laxa — вид квіткових рослин родини півникові (Iridaceae).

## Опис
Рослина зростає з бульбоцибулини, досягаючи 20-35 см заввишки. Стебла прямостоячі або похилі, зазвичай гіллясті, гладкі. Зелених листків кілька, прямостоячі. 2-6-квіткові. Квіти плоскі, близько 2 см в діаметрі. Колір дуже різний. Капсули 9-12×9-10 мм, рідко горбкуваті. Насіння яскраво-червоне, 2-3 мм в діаметрі. У дикій природі, в Південній півкулі, квітне між жовтнем і груднем.

## Поширення
Природне поширення: ПАР, Свазіленд. Натуралізовані: Португалія — Мадейра, Кенія; Танзанія; Уганда, Заїр, Малаві; Мозамбік; Замбія, Маврикій, Реюньйон, Гонконг, США — Флорида.

## Використання
Культивується.

## Галерея

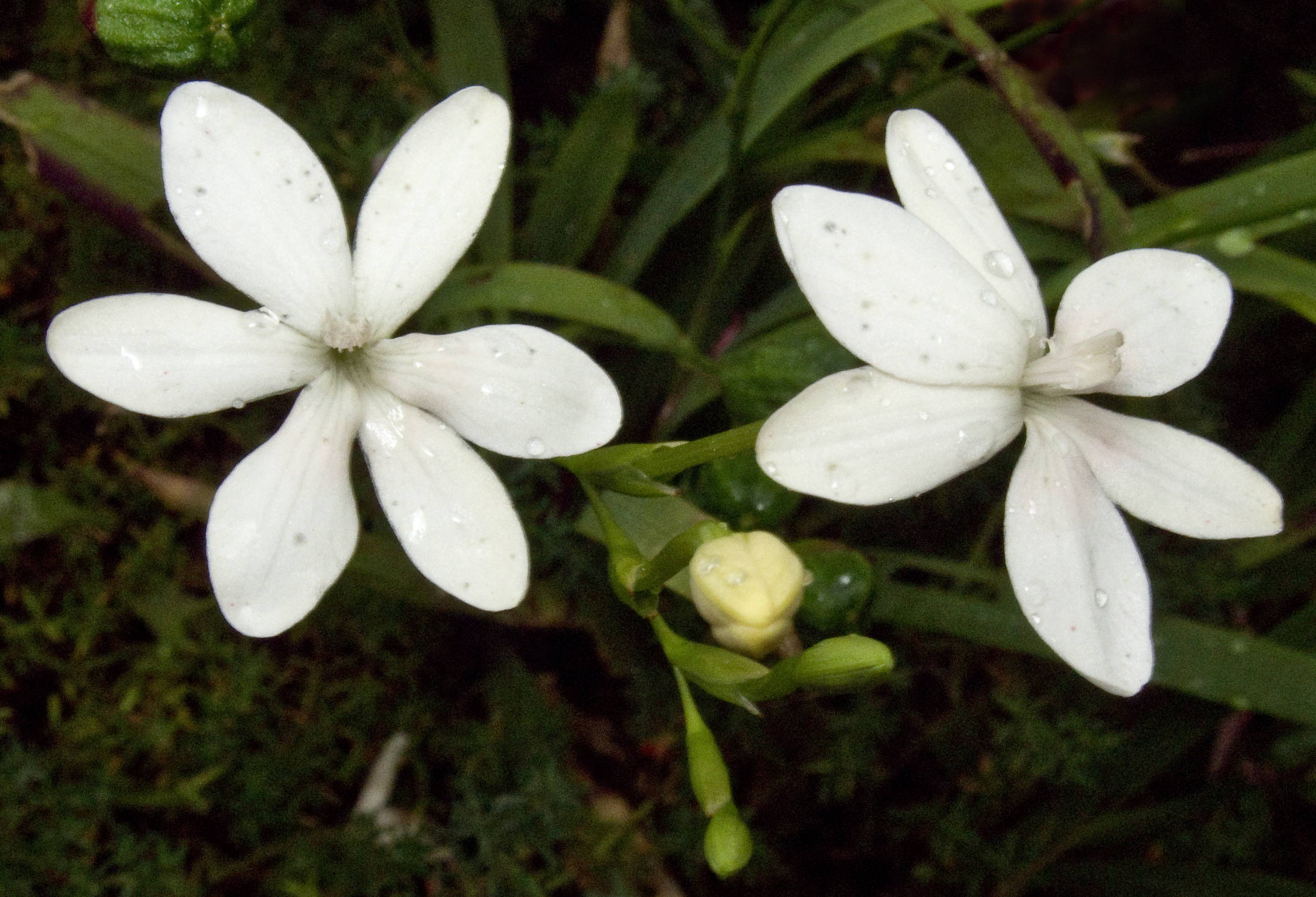
біла форма
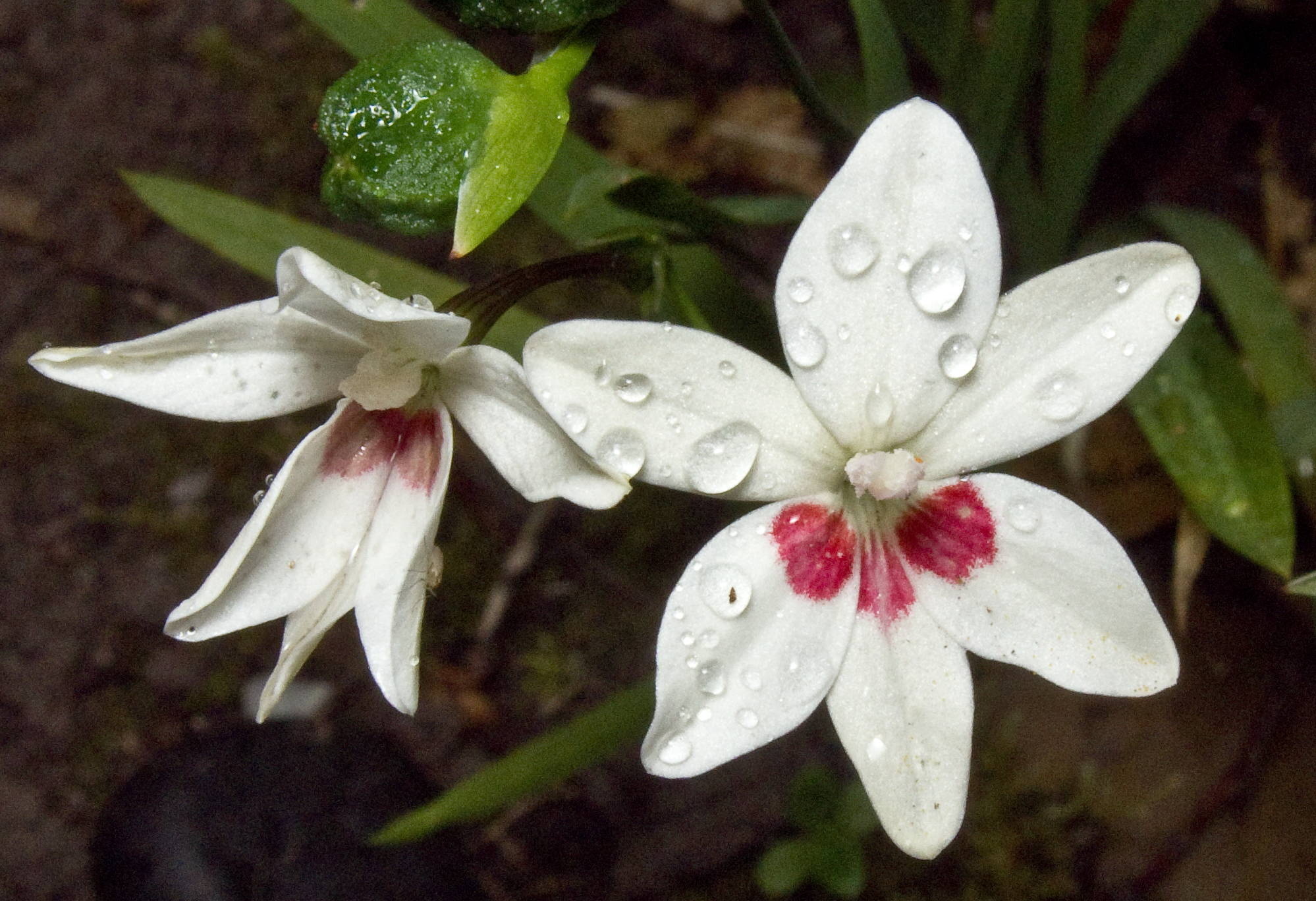
біла з червоним форма

| Гібіскус | Це незавершена стаття про квіткові рослини. Ви можете допомогти проєкту, виправивши або дописавши її. |